# Winny
Winny (también conocido como WinNY) es un cliente de intercambio de archivos de persona a persona (peer-to-peer) de origen japonés que conecta a su propia red de nombre homónimo. La creación de esta red está inspirada en los principios de libertad detrás de la red Freenet en reclamo de mantener anónima la identidad de los usuarios. Mientras que Freenet era implementado en Java, Winny era implementado como una aplicación de Windows en C++.
El software toma su nombre del programa P2P WinMX, donde las letras "M" y "X" de la palabra "WinMX", son adelantadas una posición en el alfabeto latino, quedando como "N" y "Y" formando la palabra "WinNY".
Según una encuesta realizada en septiembre del 2003 por la Asociación de Copyright para Software (con base en Tokio) había alrededor de 250,000 usuarios del programa en línea. Winny era el programa P2P más popular en Japón, con WinMX en segundo lugar y Limewire en tercero. Según también un informe de 2006 de la RIAJ, más de tres millones de personas han probado el Winny, y se ha alternado con WinMX como el programa de intercambio de archivos más popular de Japón.
Como Freenet, cada cliente funciona como un nodo. Inicialmente, una
búsqueda puede devolver pocos resultados, pero uno puede instalar "racimos" (o "clusteres") basados en ciertas palabras claves, y en un cierto plazo, el cliente podrá aprender la mejor ruta para obtener la información buscada.
El software fue desarrollado por Isamu Kaneko, quien es un asistente de investigación graduado en curso de ingeniería informática en la Universidad de Tokio en Japón. En una ocasión, fue también investigador en el Instituto de Investigación de Energía Atómica de Japón. Kaneko, originalmente anuncio de forma anónima su intento de desarrollar Winny en un tablón de anuncios de descarga de software en el 2channel (2ch como abreviatura) que es un sitio BBS de origen japonés. Desde que los usuarios de 2channel se refieren a los usuarios anónimos por su número de mensajes, Kaneko vino a ser conocido como "Mr. 47" ("47-Shi", o 47氏 en Japonés), o solamente como "47".
El 28 de noviembre de 2003, dos usuarios japoneses de Winny, Yoshihiro Inoue, hombre de negocios de 41 años de edad de Takasaki, Prefectura Gunma y un desempleado de 19 años de Matsuyama, fueron arrestados por la Policía Prefectural de Kioto. Fueron acusados de compartir ilegalmente material con copyright por medio de Winny y comprobados sus crímenes. Pronto siguió los arrestos de dos usuarios, Kaneko también tenía su hogar investigado y tenía el código de fuente de
Winny confiscado por la policía de Kioto.
El 10 de mayo del 2004, Kaneko fue arrestado como sospechoso de conspirar para cometer delitos de violación al copyright por la fuerza de tarea de delitos informáticos de la Policía Prefectual de Kioto
La detención de Kaneko causó un alboroto en varias comunidades de internet, incluyendo en 2channel, citándolo como una detención injusta. Un sitio web, que fue creado para recaudar fondos para financiar la defensa de Kaneko, recaudó más de 11 millones de yenes (alrededor de 97,000 US$ dólares el 23 de mayo del 2004) en tan solo dos semanas. 
Kaneko fue liberado bajo fianza el 1 de junio del 2004. Las audiencias de la corte comenzaron en septiembre de 2004 en la corte del distrito de Kioto.
El 13 de diciembre de 2006, Kaneko fue condenado por asistir a violaciones de copyright y condenado a pagar una multa de 1.5 millones de Yenes (cerca de 13.200 US$). Él está en espera para apelar la decisión.
Después de que el desarrollo de Winny fuera interrumpido, el proyecto P2P Share fue iniciado por un ingeniero japonés anónimo quien tomó como punto de partida, a Winny donde fue abandonado.

## Anonimato de Winny
Al momento de ser arrestados los dos usuarios, la policía de Kioto reclamó el tener "bajo análisis las características de anonimato de Winny" para poder rastrear a los usuarios, pero no divulgo el método exacto usado. Resultando más adelante como los detalles del método usado fueron divulgados en el primer día del arresto Kaneko, esta declaración no era completamente exacta; Eran las áreas donde Winny no proporcionó anonimato, que los policías usaron para rastrear a los usuarios.
Después del fallido intento de romper las comunicaciones cifradas de Winny (usadas como característica para compartir archivos) la policía de Kioto cambió por un método diferente, a saber siguiendo a usuarios por medio de la característica integrada del foro de Winny.
Desemejante a la característica para compartir archivos, la característica del foro de Winny proporcionó el anonimato para los usuarios que tuvieron acceso a los hilos de mensajes, pero no para el creador de esos mensajes. Los usuarios que tenían acceso a los hilos posteados podían determinar la dirección IP del origen del mensaje. La policía de Kioto primero buscó un hilo donde su autor fijaba los nombres del archivo del material con copyright que él compartía, y registró su dirección IP. Fue entonces cuando configuraron su cortafuego para permitir solamente conexiones a ellas desde la dirección IP del dueño del hilo. Finalmente, se confirmó que se podía descargar el material con copyright del usuario que indicó (en su hilo de ) al cual él compartía.

## Debate del propósito de Winny
Los críticos de Kaneko han indicado que el propósito principal de Winny es violar leyes de copyright, diferentemente del freenet, otro sistema P2P con el que a menudo Winny es comparado, que reclama proteger la libertad del discurso. Estos críticos también aseguran que el tablón de anuncios de software en 2ch's, donde el software fue inicialmente anunciado, es un asilo para los violadores del copyright, y que Kaneko mismo había dicho que el propósito del desarrollo de Winny es empujar la marea hacia un mundo lleno de infracciones al copyright, cotizando varios posts de 2ch.
En uno de los posts en el tablón de anuncios de descarga software 2ch, "47" habían afirmado '"La versión 8.1 beta [de Winny] tiene un agujero de seguridad y no es anónimo. No intercambie archivos ilegales [ con él ]". Los críticos aseguran que ésta es una evidencia del intento malévolo de Kaneko, como ese "47" que aconsejaba a los usuarios a no compartir material protegido con copyright en la versión 8.1 beta de Winny porque no era anónimo y los usuarios infractores podrían ser rastreados. 
Otros han dicho que la acción de Kaneko no debe constituir un crimen, puesto que él no infringió el copyright mismo, sino que él creó el software que se podría utilizar para ese propósito. También indican que las demandas del intento de Kaneko de sus críticos son imposibles de demostrar (algunas en cuanto a ellos, son francamente falsas), pues las declaraciones conocidas de Kaneko son demasiado vagas para ser interpretadas como intento para evitar ser demandado por los críticos. Según la página libre de Kaneko, él advirtió que no se debe compartir material ilegal usando su software.

## Antinny
Desde agosto del 2003, varios gusanos llamados "Antinny" se han estado esparciendo en la red de Winny. Algunas versiones de Antinny trabajan de la siguiente manera:
- Sube todos los archivos de una computadora a la red Winny para facilitar su descarga.
- Sube las capturas de pantalla sobre un imageboard.
- Posibilita Ataques de denegación de servicios distribuido (DDoS) a una página web de una agencia de protección del copyright.

Algunos usuarios expusieron su información privada de manera involuntaria desde sus computadoras debido a Antinny. Esa información incluye documentos gubernamentales, información sobre clientes, y archivos privados de todo tipo. Una vez que la información fue subida a la red de Winny, es difícil rastrearla y suprimirla. 
Recientemente, se han publicado casos sobre subidas de archivos privados que han venido a encenderse en los medios de Japón. En detalle, una agencia militar fue forzada admitir que información restringida de la fuerza de defensa marítima de Japón fue esparcida por una computadora con el software winny instalado en ella. Después de esto, ANA (All Nippon Airways) eran también las víctimas de un escape embarazoso de los datos (embarrassing data leak), con las contraseñas para las áreas del acceso de seguridad en 29 aeropuertos a través de Japón que se habían escapado por el programa. 
Esto sigue un incidente similar en donde el 17 de diciembre de 2005 en las líneas aéreas del JAL. después de que un virus que se esparce por Winny afectó la computadora de los copilotos. Discutible la fuga de información más grande sin embargo, es el de la fuerza prefectural de policía de Okayama, donde en una sola computadora se escaparon alrededor 1500 datos confidenciales sobre investigaciones. 
Estos datos sensibles incluían información; por ejemplo los nombres de las víctimas de un crimen sexual. Ésta es la cantidad de fuga de información más grande que se le ha escapado a la policía japonesa en línea.